# Кулінич Микола Андрійович
Мико́ла Андрі́йович Кулі́нич (нар. 19 липня 1953, Київ, Українська РСР, СРСР) — український державний і політичний діяч, дипломат. Спеціаліст-міжнародник з Азійсько-Тихоокеанського регіону. Надзвичайний і Повноважний Посол України в Австралії.

## Біографія
Народився 19 липня 1953 року у Києві.
Закінчив Київський державний університет імені Тараса Шевченка за спеціальністю «міжнародні відносини». Кандидат історичних наук.
У 1988–1991 роках працював доцентом кафедри міжнародних відносин та міжнародного права Київського державного університету імені Тараса Шевченка. Розпочав свою роботу асистентом, старшим викладачем кафедри міжнародних відносин та міжнародного права Київського державного університету імені Тараса Шевченка.
У 1991–1993 роках став першим заступником директора Інституту міжнародних відносин Київського державного університету імені Тараса Шевченка.
З 1992 по 1994 — завідувач кафедри міжнародних організацій та дипломатичної служби Інституту міжнародних відносин Київського державного університету імені Тараса Шевченка.
З 1994 по 1997 — радник Посольства України в Японії, Токіо.
З 1997 по 1998 — радник-посланник Посольства України в Японії, Токіо.
З 1998 по 2001 — заступник начальника П'ятого територіального управління (Азіатсько-Тихоокеанський регіон, Близький Схід, Африка) МЗС України.
З 06.2001 по 11.2003 — радник-посланник Посольства України в Республіці Корея, Сеул.
З 11.2003 по 2006 — ректор Дипломатичної академії України при МЗС України.
22 листопада 2006 року призначено Надзвичайним та Повноважним Посолом України в Японії. З 2 жовтня 2007 він став Надзвичайним та Повноважним Послом на Філіппінах за сумісництвом.
З 29 січня 2013 року звільнений з посади Надзвичайного і Повноважного Посла України в Японії та з посади Надзвичайного і Повноважного Посла України в Республіці Філіппіни за сумісництвом.
24 вересня 2015 року призначений Надзвичайним і Повноважним Послом України в Австралії.
6 жовтня 2021 року звільнений з посади Надзвичайного і Повноважного Посла України в Австралії.
З 9 серпня 2022 року декан факультету права та міжнародних відносин Київського університету імені Бориса Грінченка

## Нагороди
- Орден Вранішнього Сонця 2-го ступеня (Японія)[4]